# Јован Здравковић
Јован Здравковић (рођен 1993) српски је глумац. Познат је по улогама Поред мене, Режи и Пут.

## Лични живот
Рођен је 1993. у Београду. Завршио је Осму београдску гимназију. Студира на Факултету драмских уметности на класи Мирјане Карановић. Узор му је Здравко Чолић.
Каријеру је започео 2015. године улогом у филму Поред мене. Након тога је глумио у неколико филмова и представа.

## Филмографија
| Год.    | Назив                  | Улога |
| ------- | ---------------------- | ----- |
| 2000-те |                        |       |
| 2008    | Читуља за Ескобара     |       |
| 2010-те |                        |       |
| 2015    | Поред мене             | Лука  |
| 2017    | Афтерпарти             |       |
| 2017    | Аплауз за Лазића       |       |
| 2018    | Јутро ће променити све | Иван  |
| 2018    | Груби рез              |       |
| 2019    | Режи                   |       |
| 2019    | Пут                    |       |

## Представе
| Представа                  | Улога |
| -------------------------- | ----- |
| Мушкарчине                 | [ 4 ] |
| Gamma Cas                  | [ 5 ] |
| Жудња                      | [ 6 ] |
| Црвена: Самоубиство нације | [ 7 ] |
| North force                | [ 8 ] |
| Ружење народа у два дела   | [ 9 ] |